# Danaił Miłuszew
Danaił Miłuszew (bg. Данаил Милушев) (ur. 2 marca 1984 roku w Warnie) – bułgarski siatkarz, reprezentant kraju, grający na pozycji atakującego. 2006 roku został powołany do kadry narodowej. 

## Sukcesy klubowe
Puchar Bułgarii:
- 2004

Puchar Francji:
- 2007

Mistrzostwa Korei Południowej:
- 2010

## Sukcesy reprezentacyjne
Mistrzostwa Świata Juniorów:
- 2003

Memoriał Huberta Jerzego Wagnera:
- 2014